# چهار بربر
چهار بربر (چینی: 四夷; پین‌یین: sìyí)، اصطلاحی بود که توسط رعایای سلسله‌های دودمان ژو و دودمان هان برای اشاره به چهار گروه اصلی مردمی که در خارج از مرزهای هواکسیا (مردم چین) زندگی می‌کردند، استفاده می‌کردند.

## چهار بربر
سلسله‌های چینی باستانی مانند دودمان شانگ و دودمان ژو در دوره بهار و پاییز برخوردهای متعدد با قبایل کوچ‌نشین استپ‌های شمالی و دیگر قبایل بیگانه را بازگو می‌کنند. در آن زمان، اصطلاح ترجیحی برای تعیین آنها چهار بربر (چینی: 四夷; پین‌یین: sìyí) بود، که هر کدام برای یک جهت اصلی نامگذاری شده بودند:
1. دونگی (東夷 بربرهای شرقی)
2. نانمان (南蠻 بربرهای جنوبی)
3. مردم رونگ (西戎 بربرهای غربی)
4. بیدی (北狄 بربرهای شمالی).[۱]